# Pizarra
Pizarra és un municipi d'Andalusia, a la província de Màlaga que limita al nord amb Álora, al sud i a l'est amb Cártama, a l'oest amb Casarabonela i al sud-oest amb Coín.